# Ganz-Versuchsstrecke auf der Óbuda-Insel
| Ganz-Versuchsstrecke Budapest                                                     | Ganz-Versuchsstrecke Budapest |
| --------------------------------------------------------------------------------- | ----------------------------- |
| Versuchsfahrzeug für die Elektrifizierung der Veltlinbahn auf der Versuchsstrecke |                               |
| Streckenlänge:                                                                    | 1.5 km                        |
| Spurweite:                                                                        | 1435 mm (Normalspur)          |
| Stromsystem:                                                                      | 3000 V ∆                      |
|                                                                                   |                               |

Die Ganz-Versuchsstrecke auf der Alt-Ofener Donauinsel war eine vom Unternehmen Ganz auf der Óbudai-sziget Alt-Ofener Donauinsel ⊙ in Budapest angelegte 1,5 km lange Eisenbahnstrecke. Sie diente der Erprobung des Drehstromantriebs für Eisenbahnfahrzeuge und wurde 1899 unter der Leitung von Kálmán Kandó, dem damaligen Oberingenieur des Unternehmens, angelegt. Die zweipolige Fahrleitung wurde mit Dreiphasenwechselstrom mit einer Spannung von 3000 V betrieben. Die Resultate des Versuchsbetriebes waren so günstig, dass Ganz die Aufträge für die Einführung des elektrischen Betriebes auf der Werksbahn der Wöllersdorfer Werke und der Veltlinbahn in Italien erhielt.